# Adolf Haakh
Adolf Friedrich Haakh (* 8. April 1815 in Heilbronn; † 2. März 1881 in Stuttgart) war ein deutscher Klassischer Philologe und Altertumsforscher.

## Leben
Haakhs Vater Benjamin Friedrich Haakh (1778–1825) war Advokat in Heilbronn, seine Mutter war Maria Elisabeth geb. Liesching (1784–1824). Er hatte vier Geschwister, darunter den Bruder Carl Friedrich Haakh (1811–1851), der evangelischer Pfarrer wurde.
Adolf Haakh besuchte das Seminar in Schöntal und studierte danach zunächst evangelische Theologie, wechselte dann aber zur Philologie und promovierte 1839 in Tübingen. Anschließend war er für anderthalb Jahre Hofmeister in Cannstatt und danach Hilfslehrer am Gymnasium in Stuttgart. Seit einer Reise im Jahre 1846 unternahm er auch Kunst- und archäologische Studien. 1856 gab er sein Gymnasiallehramt auf und wurde geschäftsführendes Mitglied der Stuttgarter Kunstschule mit dem Titel Professor. 1862 wurde er Inspektor der vaterländischen Kunst- und Altertumsdenkmäler und 1873 Vorstand des auf seine Anregung gegründeten Museums vaterländischer Kunst- und Altertumsdenkmale. 1875 legte er aus gesundheitlichen Gründen seine Stelle in der Geschäftsführung der Kunstschule nieder, behielt aber weiterhin Sitz und Stimme im Lehrerkollegium.
Haakhs publizierte bereits während seiner Zeit am Stuttgarter Gymnasium in der J. B. Metzler’schen Verlagsbuchhandlung. Er verfasste zahlreiche Beiträge, vor allem über römische Geschichte, in der von August Friedrich Pauly begründeten und in zweiter Auflage von Wilhelm Siegmund Teuffel begonnenen Umarbeitung der „Real-Encyclopädie der classischen Alterthumswissenschaft“ (1837–1864). Außerdem vollendete er Paulys Übersetzung der Briefe des Seneca (1832–1836) und den größten Teil des Geschichtswerk des Polybios. 1863 veröffentlichte er bei Bruckmann in Stuttgart seine „Beiträge aus Württemberg zur neueren deutschen Kunstgeschichte“. Ein lange geplanter zweiter Band der „Beiträge“ wurde aufgrund von Haakhs anderweitigen Verpflichtungen und seiner im Alter zunehmend schwächeren Gesundheit nicht mehr verwirklicht.
Er war korrespondierendes Mitglied des archäologischen Instituts in Rom und wurde vom württembergischen König mit dem Friedrichsorden ausgezeichnet.
Er starb nach längerer Unterleibskrankheit am 2. März 1881.